# Kei (cantante)
Kim Ji-yeon (hangul: 김지연; Incheon, 20 de marzo de 1995), conocida por su nombre artístico Kei, es una cantante y actriz surcoreana. Debutó como vocalista principal del grupo Lovelyz en 2014. Y como actriz al protagonizar el drama web Matching! Boys Archery en 2016.

## Biografía
Kei nació el 20 de marzo de 1995 en Incheon, Corea del Sur. Su familia está compuesta por sus padres y su hermana mayor llamada Kim Min-ji. Se graduó del Colegio Incheon Youngsun. Sus ancestros son Sangmin (Clase Común de la Dinastía Joseon) desde el periodo de Seonjo.

## Influencias
Kei ha señalado a BoA como su principal influencia para convertirse en una cantante, expresando "Debido a BoA, no renuncié a mi sueño de ser cantante"

## Discografía

### Canciones
| Título                                                                                        | Año          | Posiciones   | Ventas (DL)                         | Álbum                                    |              |
| Título                                                                                        | Año          | KOR Gaon     | Ventas (DL)                         | Álbum                                    |              |
| Colaboración                                                                                  | Colaboración | Colaboración | Colaboración                        | Colaboración                             | Colaboración |
| --------------------------------------------------------------------------------------------- | ------------ | ------------ | ----------------------------------- | ---------------------------------------- | ------------ |
| "Y" (with MyunDo featuring Bumzu)                                                             | 2016         | 49           | - KOR (DL): 97,428+                 |                                          |              |
| "Beautiful" (with The Solutions)                                                              | 2016         | —            |                                     |                                          |              |
| "Wanna Date" (with Hong Dae Kwang)                                                            | 2017         | —            | Historia Acerca De: Algunos, Un Mes |                                          |              |
| Banda sonora                                                                                  |              |              |                                     |                                          |              |
| "Love Moves On"                                                                               | 2015         | —            |                                     | Oh Mi Venus OST / Parte.6                |              |
| "Tingle"                                                                                      | 2016         | —            | La suerte de Romance OST            |                                          |              |
| "Star and Sun"                                                                                | 2017         | 20           | - KOR: 18,134+                      | Emperador: el dueño de la máscara de OST |              |
| "These Days You & I"                                                                          | 2018         | TBA          | TBA                                 | La reina del misterio 2 OST              |              |
| "—" denota versiones que no entraron en las listas o que no se han publicado en dicha región. |              |              |                                     |                                          |              |

## Filmografía

### Drama web
| Título                      | Año  | Papel       | Notas           |
| --------------------------- | ---- | ----------- | --------------- |
| Matching! Boys Archery Club | 2016 | Hong Shi-ah | papel principal |

### Teatro Musical
| Título               | Año  | Papel | Nota            |
| -------------------- | ---- | ----- | --------------- |
| At The Age of Thirty | 2017 | Okhee | papel principal |

### Espectáculos de variedad
| Título              | Año  | Red  | Nota                                                      |
| ------------------- | ---- | ---- | --------------------------------------------------------- |
| Girl Spirit         | 2016 | JTBC | Concursante                                               |
| King of Mask Singer | 2017 | MBC  | Concursante como "Agiley Mouse Jerry" (Episodios 107-108) |
| King of Mask Singer | 2020 | MBC  | Concursante como "Bridal Mask" (Episodios 275-276)        |

## Premios y nominaciones
| Año  | Premio                           | Categoría            | Nominación                  | Resultado    |
| ---- | -------------------------------- | -------------------- | --------------------------- | ------------ |
| 2017 | Seoul International Web Festival | Mejor Actriz Coreana | Matching! Boys Archery Club | tercer lugar |